# Gmina zbiorowa Mittelweser
Gmina zbiorowa Mittelweser (niem. Samtgemeinde Mittelweser) – gmina zbiorowa położona w niemieckim kraju związkowym Dolna Saksonia, w powiecie Nienburg (Weser). Siedziba administracji znajduje się w miejscowości Stolzenau.
Gmina zbiorowa powstała 1 listopada 2011 z połączenia gminy zbiorowej Landesbergen oraz gminy samodzielnej Stolzenau.

## Podział administracyjny
Do gminy zbiorowej Mittelweser należy pięć gmin:
1. Estorf
2. Husum
3. Landesbergen
4. Leese
5. Stolzenau